# دوردي بانتيتش
دوردي بانتيتش (بالسيريلية الصربية: Ђорђе Пантић) هو لاعب كرة قدم صربي في مركز حراسة المرمى، ولد في 27 يناير 1980 في بلغراد في صربيا. لعب مع بيونيك يريفان ونادي أوبليتش ونادي بارتيزان ونادي دبرتسني ونادي ساراييفو ونادي كوبلنتس.

## وصلات خارجية
- دوردي بانتيتش على موقع قاعدة بيانات كرة القدم.إي يو (الإنجليزية)
- دوردي بانتيتش على موقع بيانات كرة القدم. دي إي (الألمانية)
- دوردي بانتيتش على موقع Soccerway.com (الإنجليزية)